# RCA Championships 2001
RCA Championships 2001 — тенісний турнір, що проходив на кортах з твердим покриттям у місті Індіанаполіс, USA з 13 серпня . Належав до категорії ATP International Series Gold. Був турніром серії Indianapolis Tennis Championships 2001 року.

## Фінальна частина

### Одиночний розряд
Патрік Рафтер —  Густаво Куертен 4–2 ret.

### Парний розряд
Марк Ноулз (тенісист) /  Браян Макфі —  Магеш Бгупаті /  Себастьян Ларо 7–6(7–5), 5–7, 6–4